# Джорджетти, Роберто
Роберто Джорджетти (итал. Roberto Giorgetti; род. 4 ноября 1962, Борго-Маджоре) — сан-маринский политик, капитан-регент Сан-Марино с 1 октября 2006 по 1 апреля 2007 года.

## Биография
В 1981 году Джорджетти вступил в молодёжное крыло Христианско-демократической партии Сан-Марино. В 1996 году, выйдя из неё, основал партию Народный Альянс. В 2001—2006 годах был её координатором, после чего был избран в Генеральный совет Сан-Марино и оставил этот пост.
В 2006 году избран капитан-регентом Сан-Марино вместе с Антонио Караттони.
Лидер либеральной партии Народный альянс демократов.